# Donji Korićani (Kneževo)
Donji Koričani (szerbül: Доњи Корићани), település Kneževo községben, Bosznia-Hercegovinában, a Bosanska Krajina keleti részén, a Szerb Köztársaságban.

## Fekvése
A település Bosznia-Hercegovina északi részén, Banja Lukától légvonalban 52, közúton 78 km-re délkeletre, községközpontjától légvonalban 17, közúton 28 km-re délkeletre, az Ugar völgyétől keletre, a Vlašić-hegység fennsíkján, a Koričanska stijena sziklái felett, 1070-1300 méteres magasságban található. 

## Népessége
| Nemzetiségi csoport | Népesség 1991 | Népesség 2013 |
| ------------------- | ------------- | ------------- |
| Szerb               | 477           | 84            |
| Bosnyák             | 0             | 0             |
| Horvát              | 173           | 4             |
| Jugoszláv           | 7             | 0             |
| Egyéb               | 0             | 1             |
| Összesen            | 657           | 89            |

## Története
A vegyes lakosságú település 1878-ig tartozott az Oszmán Birodalomhoz, ekkor a berlini kongresszus határozata alapján az Osztrák-Magyar Monarchia része lett. 1879-ben az első osztrák-magyar népszámlálás során a Jajcai járáshoz tartozó Koričani községnek 50 háztartása, 266 római katolikus horvát és 136 ortodox szerb lakosa volt. A monarchia szétesésével 1918-ban előbb a Szerb-Horvát-Szlovén Királyság, majd 1929-től a Jugoszláv Királyság része lett. 1921-ben a Travniki járáshoz tartozó községnek összesen 745 lakosa volt, melyből 453 római katolikus és 292 ortodox szerb volt. Az 1929-es törvény értelmében, amikor Bosznia-Hercegovinát négy banovinára, Drinskára, Vrbaskára, Zetskára és Primorskára osztották, a település a Vrbaska banovina része lett, amelynek székhelye Banja Luka volt. Jugoszlávia megszállása után a Független Horvát Állam (NDH) része lett. 
A második világháború után 1992-ig a település a szocialista Jugoszlávia keretében a Bosznia-Hercegovinai Népköztársaság része volt. Az Ilomska szurdokának szélén, Korićanske stijene szikláin 1992. augusztus 21-én több mint 200 prijedori (bosnyák és horvát) civilt gyilkoltak le, akik Prijedorból és a környező településekről származtak. A bűncselekményt a boszniai szerb rendőrség és boszniai szerb katonai erők követték el. A civileknek egy körülbelül 300 méter mély szakadék fölött kellett felsorakozniuk, majd hátba lőtték őket. Csak kevesen élték túl ezt a szörnyű bűnt. Utána még sokáig keselyűk köröztek a szakadék fölött. Ezeket a tényeket az ICTY hágai törvényszéke számos ítélete megerősítette.
A boszniai háborút lezáró daytoni békeszerződést követő területfelosztás a falut kettévágta, egy része Kneževo község részeként a Szerb Köztársaság területéhez került, másik része Travnik községhez és a Bosznia-hercegovinai Föderécióhoz került.

## Nevezetességei
Természeti látványossága az Ilomska-folyó vízesése.